# Wilhelm Ritter von Thoma
Wilhelm Ritter von Thoma (11 de setembre de 1891 - 30 d'abril de 1948) va ser un oficial de l'exèrcit alemany que va servir a la Primera Guerra Mundial, a la Guerra Civil espanyola i com a general a la Segona Guerra Mundial. Va rebre la Creu de Cavaller de la Creu de Ferro.

## Biografia
Wilhelm Ritter von Thoma va néixer a Dachau l'any 1891. Era fill d'un funcionari d'hisenda de Baviera i es va convertir en oficial de carrera a l'exèrcit bavarès. Thoma va participar en la Primera Guerra Mundial amb el 3r Regiment d'Infanteria de Baviera (part de la 2a, després, a partir de 1915, 11a Divisió d'Infanteria de Baviera) al front occidental i al front oriental, la campanya de Sèrbia i el front romanès. Durant la Segona Batalla del Marne el juliol de 1918 va ser capturat per les forces franco-americanes i es va convertir en presoner de guerra fins al setembre de 1919. Va ser condecorat amb la Creu de Cavaller de l'Ordre Militar de Max Joseph, la màxima condecoració militar per la valentia a l'exèrcit de Baviera i va rebre el títol nobiliari de Ritter (Cavaller).
Després de la guerra, Thoma va romandre en el nou exèrcit alemany, la Reichswehr.Durant la Guerra Civil Espanyola, i ara coronel, va comandar l'element terrestre de la Legió Cóndor, després de la intervenció alemanya al bàndol dels nacionalistes de Francisco Franco.
Durant l'operació Barbarroja, la invasió de la Unió Soviètica el 1941, Thoma va dirigir la 17a Divisió Panzer. Després va comandar la 20a Divisió Panzer a la batalla de Moscou. El desembre de 1941, Thomas va rebre la Creu de Cavaller de la Creu de Ferro.
El setembre de 1942, va ser traslladat al nord d'Àfrica per prendre el comandament de l'Afrika Korps, en substitució de Walther Nehring, que havia estat ferit. Quan el comandant Stumme de l'exèrcit Panzer Africa va morir el 24 d'octubre durant la Segona Batalla d'El Alamein, Thoma va prendre el comandament fins que Rommel va tornar el 26 d'octubre. El 4 de novembre, Thoma va ser capturat mentre els aliats perseguien les forces de l'Eix en retirada.